# Eupyrrhoglossum corvus
Eupyrrhoglossum corvus  es una polilla de la  familia Sphingidae. Vuela en tierras bajas de zonas tropicales y subtropicales de Nicaragua a Bolivia, Venezuela, Norte de Brasil y Rondonia y Perú.
Es similar a Perigonia lusca lusca pero puede ser distinguido por el tórax gris oscuro con bordes marrones oscuros y anchos separados por banda mediana ancha. Hay una banda amarilla ancha con bordes difusos en la parte superior de sus alas traseras. El tórax es gris oscuro gris, contrastando con los bordes marrones oscuros y la línea mediana.
Los adultos vuelan probablemente todo el año.
Las larvas probablemente alimentan de especies de Rubiaceae, como Guettarda macrosperma y Chomelia spinosa.

## Sinonimia
- Macroglossa corvus (Boisduval, 1870)